# V436 Возничего
V436 Возничего (лат. V436 Aurigae), HD 38152 — тройная звезда в созвездии Возничего на расстоянии приблизительно 2050 световых лет (около 629 парсеков) от Солнца.

## Характеристики
Первый компонент (WDS J05453+3542A) — красно-оранжевый гигант, пульсирующая медленная неправильная переменная звезда (LB:) спектрального класса K5 или M1. Видимая звёздная величина звезды — от +8,44m до +8,27m. Масса — около 1,819 солнечной, радиус — около 103,4 солнечных, светимость — около 1266,956 солнечных. Эффективная температура — около 3386 K.
Второй компонент — коричневый карлик. Масса — около 72,81 юпитерианских. Удалён на 1,826 а.е..
Третий компонент (WDS J05453+3542B). Видимая звёздная величина звезды — +9,36m. Удалён на 0,1 угловой секунды.